# Џејн Колден
Џејн Колден (Њујорк, 27. март 1724 — Њујорк , 10. март 1766) је била америчка ботаничарка ‍:53–4описана као „први ботаничар њеног пола у својој земљи“ од стране Асе Греја 1843. Иако није била призната у савременим ботаничким публикацијама, написала је низ писама због којих је ботаничар Џон Елис писао Карлу Линеу о њеном раду који примењује Линеов систем идентификације биљака на америчку флору, за шта је ботаничар Питер Колинсон изјавио да „заслужује да буде слављена“. ‍:54 Савремене науке тврде да је она била прва жена ботаничарка која је радила у Америци, игноришући, између осталих, Марију Сибилу Меријан или Кетрин Жереми. Колденову су као ботаничарку поштовали многи истакнути ботаничари укључујући Џона Бартрама, Питера Колинсона, Александра Гардена и Карла Линеа. Џејн Колден је најпознатија по свом рукопису без наслова, који се налази у Британском музеју, у којем описује флору долине Хадсон у региону Њубург у држави Њујорк, укључујући цртеже тушем 340 различитих врста.

## Младост
Џејн Колден је рођена у Њујорку, као пето дете Кадваладера Колдена, који је био лекар који се школовао на Универзитету у Единбургу и који се укључио у политику и управљање Њујорком након што је стигао из Шкотске 1718, и Алис Кристи Колден, ћерке свештеника, тако да је одрасла у Шкотској у интелектуалној атмосфери. Госпођа Колден се често назива „способним инструктором своје деце“. Школовала се код куће и отац јој је пружио ботаничку обуку према новом систему класификације који је развио Карл Лине. Селидба породице на имање од 1.200 ха у округу Оринџ подстакла је ботаничка интересовања и Кадваладера и Џејн Колден. Кадваладер Колден је био први који је применио систем ботаничке класификације који је развио шведски ботаничар Карл Лине на америчку збирку биљака и превео је текст Линеових књига на енглески.
Због недостатка школа и башта у околини, Џејнин отац је писао Питеру Колинсону, где се распитивао о слању „најбољих резова или слика биљака за коју бих сврху купио за њу Морисонову Historia plantarum, или ако познајете неку бољу књигу за ову сврху, пошто сте бољи судија од мене, ја ћу вам бити захвалан да изаберете“ како би Џејн наставила студије ботаничких наука. Осим што је набавио библиотеке и узорке за своју ћерку, Кадваладер ју је такође окружио научницима истомишљеницима, укључујући Питера Калма и Вилијама Бартрама. Године 1754, значајан скуп са Александром Гарденом и Вилијамом Бартрамом је још више подстакао Џејнина интересовања и омогућио да сарадња и пријатељство између Џејн и Гардена процвета. Гарден, активни сакупљач локалне флоре, касније се дописивао са Џејн, размењивао семена и биљке са њом и упућивао је у очување лептира. Кадваладер је о својој ћерки написао у писму др Џону Фредерику Гроновијусу, Линеовом колеги из 1755. године, да она поседује „природну склоност читању и природну радозналост за природну филозофију и природну историју“. Написао је да је Џејн већ писала описе биљака користећи Линеову класификацију и узимала отиске листова помоћу пресе. У овом писму, Кадваладер је тражио да јој обезбеди место код др Гроновијуса да шаље семена или узорке.

## Каријера
Између 1753. и 1758. Џејн Колден је каталогизирала флору Њујорка, састављајући примерке и информације о више од 400 врста биљака из доње долине реке Хадсон, и класификујући их према систему који је развио Лине. Развила је технику за прављење отисака листова мастилом, а такође је била и вешт илустратор, радећи 340 цртежа мастилом. За многе цртеже написала је додатне ботаничке детаље, као и кулинарске, фолклорне или медицинске употребе за биљку, укључујући информације од домородачких људи. Питер Колинсон је 20. јануара 1756. писао Џону Бартраму да је „ћерка нашег пријатеља Колдена, на научни начин, послала неколико листова биљака, анатомизованих према Линеовом методу. Верујем да је она прва дама која је је покушала било шта од овога." У овом случају Колденова је препозната као оно што је данас позната према Речнику америчке биографије - као прва жена ботаничар у Америци. Колденова је учествовала у Природњачком кругу где је размењивала семена и биљке са другим сакупљачима биљака у америчким колонијама и Европи. Ови кругови са Природњачким кругом подстакли су Џејн да постане ботаничар. Преко свог оца упознала је и дописивала се са многим водећим природњацима тог времена, укључујући Карла Линеа. Један од њених описа нове биљке, коју је она сама назвала Fibraurea, прослеђен је Линеу са предлогом да је назове Coldenella, али је Лине одбио и назвао је Helleborus (сада Coptis groenlandica).
Године 1753. Колденова је открила биљку која је данас позната као Hypericum virginicum и предложила је име по истакнутом ботаничару Александру Гардену. У свом рукопису је написала да је ова биљка ван реда по Линеовом систему. Међутим, име није било дозвољено јер је енглески ботаничар по имену Џон Елис већ назвао врсту јасмина као Gardenia jasminoides.
Упркос свим достигнућима Џејн Колден, она никада није била формално почаствована тиме што је таксон назван по њој. Род Coldenia је назван по њеном оцу.
Биолог и антрополог Британи Кенјон-Флат рекла је: „Да није била жена, Џејн Колден би вероватно била једна од најпознатијих раних америчких ботаничара.

## Рукопис Џејн Колден
Рукопис Џејн Колден, у коме је дала цртеже листова мастилом и опис биљака, никада није именован. Њен оригинални рукопис који описује флору Њујорка чува се у Британском музеју од средине 1800-их након што је прошао кроз руке неколико колекционара. Рикетс и Хал (1963) објавили су транскрипте 57 њених описа биљака са цртежима и индексом оригиналног рукописа. Такође су анализирали и оценили рад Колденове. Њен рукописни цртеж састојао се само од листова, а ти цртежи су били само обриси мастилом обојени неутралном нијансом. Међутим, њихова анализа је показала да су њени описи „одлични, пажљиви и очигледно узети од живих примерака“. Описи Колденове укључују морфолошке детаље структуре цветова, воћа и биљака, као и начине употребе одређених биљака у медицинске или кулинарске сврхе. Неки од описа укључују месец цветања и станиште у коме се налазе. Записи су писани читљивим, доследним рукописом са уредно подвученим насловима и поднасловима. Дати су латински и уобичајени називи за биљке.
Неке врсте које је наставила да илуструје, штампа и описује укључују: Phytolacca decandra (сада P. americana), Polygala senega, Erythronium americanum, Ambrosia artemisifolia, Monarda didyma, и Clematis virginiana. У свом одељку „Обсерват“ (сада познатом као запажања) она је истакла Линеу да „постоје неке биљке клематиса које рађају само мушке цветове, што сам посматрала с толиком пажњом да у то не може бити сумње“. Ово указује на дуге сате које је провела вршећи посматрања, која су била доследна, тачна и поновљива. Џејн Колден је документовала своја открића о потпуно новој флори за своје сународнике и жељне Европљане, и имајући то на уму можемо у потпуности разумети њено одушевљење ботаником и ценити њен допринос.
Џејнин рукопис има насловну страну коју је 1801. додао Ернст Готфрид Балдингер, који је био професор на универзитетима у Јени и Марбургу. На латинском је написао „Flora Nov.- Eboracensis,“, преведено као „Флора Њујорка“, на енглеском.
Њен рукопис се може купити на Амазону или се може позајмити из многих библиотека широм Северне Америке, Европе и Велике Британије.

## Лични живот
Колденова се удала за шкотског удовца др Вилијама Фаркуара 12. марта 1759. Умрла је седам година касније у 41. години; исте године умрло јој је једино дете. Нема доказа да је наставила свој ботанички рад и након удаје.
Посетиоци њене породичне куће приметили су да Колденова прави одличан сир што је она и забележила у документу Меморандум о сиру направљеном 1756. године.

## Наслеђе
Американци нису постали свесни Џејниног рукописа све до 75 година касније када је Алмира Харт Линколн Фелпс изјавила да је једна ботаничарка пре ње била прва америчка дама која је илустровала науку ботанике.
Меморијална башта Џејн Колден изграђена је 1957. године у њеном родном граду од стране Гарден клубова округа Оринџ и Дачис који садрже врсте које је она описала. Налазила се у садашњем Државном историјском месту Кноксовог седишта у Њу Виндзору, у близини места где је живела и радила. Одржавали су га волонтери и, упркос појединачним напорима, доспео је у лоше стање током 1990-их. 2014. године започет је пројекат обнове баште.

### Цитати
1. 1 2  Makers of American Botany, Harry Baker Humphrey, Ronald Press Company, Library of Congress Card Number 61-18435
2. ↑  Cadwallader Colden; Peter Collinson; Asa Gray; Johannes Fredericus Gronovius; Carl von Linné (1843). Selections from the scientific correspondence of Cadwallader Colden with Gronovius, Linnaeus, Collinson, and other naturalists. Printed by B.L. Hamlen. стр. 22. Приступљено 2. 9. 2020.
3. 1 2 3 4 5 6 7  Smith, Beatrice (јул 1988). „Jane Colden and Her Botanic Manuscript”. American Journal of Botany. 75 (7): 1090—1096. JSTOR 2443778. doi:10.2307/2443778.
4. ↑  Smith, Beatrice (јул 1988). „Jane Colden and Her Botanic Manuscript”. American Journal of Botany. 75 (7): 1090—1096. JSTOR 2443778. doi:10.2307/2443778.
5. ↑  Gronim, Sara Stidstone (2007). „What Jane Knew: A Woman Botanist in the Eighteenth Century”. Journal of Women's History. 19 (3): 33—59. doi:10.1353/jowh.2007.0058.
6. ↑  Imbler, Sabrina (2019-09-20). „Centuries Later, America's First Female Botanist Lives On in a Community Garden”. Atlas Obscura (на језику: енглески). Приступљено 2020-04-30.
7. ↑  „Jane Colden.”. Journal of the Sierra College Natural History Museum. 6 (1)., 2015,  https://web.archive.org/web/20220329004548/https://www.sierracollege.edu/ejournals/jscnhm/v6n1/colden.html. Архивирано из оригинала 29. 03. 2022. г. Приступљено 18. 11. 2023. Недостаје или је празан параметар |title= (помоћ) .
8. 1 2 3 4 5  Harrison, Mary. “Jane Colden: Colonial American Botanist.” Arnoldia Magazine, 1995, pp. 19–26.
9. 1 2 3  Vail, Anna Murray (1. 1. 1907). „Jane Colden, an Early New York Botanist”. Torreya. 7 (2): 21—34. JSTOR 40594571.
10. 1 2 3 4  Imbler, Sabrina (2019-09-20). „Centuries Later, America's First Female Botanist Lives On in a Community Garden”. Atlas Obscura (на језику: енглески). Приступљено 2020-04-30.
11. 1 2  Bonta, Marcia Myers (1991). Women in the field : America's pioneering women naturalists (1st изд.). College Station: Texas A & M University Press. ISBN 978-0-89096-489-7.
12. ↑  Sterling, Keir Brooks (1997). Biographical Dictionary of American and Canadian Naturalists and Environmentalists. Westport, CT: Greenwood Press. стр. 160—162. ISBN 978-0-313-23047-9.
13. ↑  Garden, Alexander (1756). „The Description of a New Plant; by Alexander Garden, Physician at Charleston in South Carolina”. Essays and Observations, Physical and Literary. 2: 1—5.
14. ↑  „America's First Female Botanist”. 5. 3. 2014.
15. ↑  Kenyon-Flatt, Brittany (10. 2. 2021). „Meet Jane Colden, the 18th century botanist snubbed by Linnaeus”. massivesci.com. Приступљено 15. 2. 2021.
16. ↑  Imbler, Sabrina (20. 9. 2019). „Centuries Later, America's First Female Botanist Lives On in a Community Garden”. Atlas Obscura (на језику: енглески). Приступљено 21. 8. 2020.
17. ↑  „Knox's Headquarters State Historic Site, NY”. The Palisades Historic Sites Conservancy. Архивирано из оригинала 2018-02-16. г. Приступљено 2019-03-17.